# 대한민국 형법 제334조
대한민국 형법 제334조는 특수강도에 대한 형법각칙의 조문이다.

## 조문
제334조(특수강도) ① 야간에 사람의 주거, 관리하는 건조물, 선박이나 항공기 또는 점유하는 방실에 침입하여 제333조의 죄를 범한 자는 무기 또는 5년 이상의 징역에 처한다. 

②흉기를 휴대하거나 2인 이상이 합동하여 전조의 죄를 범한 자도 전항의 형과 같다.

第334條(特殊强盜) ① 夜間에 사람의 住居, 관리하는 建造物, 船舶이나 航空機 또는 占有하는 房室에 侵入하여 第333條의 罪를 犯한 者는 無期 또는 5年 以上의 懲役에 處한다. 

②兇器를 携帶하거나 2人 以上이 合同하여 前條의 罪를 犯한 者도 前項의 刑과 같다.

## 판례
- 특수강도의 실행의 착수는 강도의 실행행위 즉 사람의 반항을 억압할 수 있는 정도의 폭행 또는 협박에 나아갈 때에 있다 할 것이다[1]
- 형법 제333조 후단의 강도죄, 이른바 강제이득죄의 요건인 재산상의 이익이란 재물 이외의 재산상의 이익을 말하는 것으로서 적극적 이익(적극적인 재산의 증가)이든 소극적 이익(소극적인 부채의 감소)이든 상관없는 것이고, 강제이득죄는 권리의무관계가 외형상으로라도 불법적으로 변동되는 것을 막고자함에 있는 것으로서 항거불능이나 반항을 억압할 정도의 폭행 협박을 그 요건으로 하는 강도죄의 성질상 그 권리의무관계의 외형상 변동의 사법상 효력의 유무는 그 범죄의 성립에 영향이 없고, 법률상 정당하게 그 이행을 청구할 수 있는 것이 아니라도 강도죄에 있어서의 재산상의 이익에 해당하는 것이며, 따라서 이와 같은 재산상의 이익은 반드시 사법상 유효한 재산상의 이득만을 의미하는 것이 아니고 외견상 재산상의 이득을 얻을 것이라고 인정할 수 있는 사실관계만 있으면 된다.[2][3]

## 사례

### 특수강도 교사죄
피고인은 2011. 10. 31. 15:00경 인천국제공항에서 서울로 가는 98허7654호 에쿠스 승용차 안에서 이달수에게 "박대우가 어제 아니면 오늘 공사 기성금을 받은 것으로 알고 있다. 순순히 말해서는 주지 않을 것이니 확실히 받아 와라. 돈을 받아 오면그중 일부를 빌려주겠다. 라고 말하면서 흉기인 주방용 식칼(칼날 길이 15cm， 손잡이 길이 10cm)이 든 봉투를 건네주어 이달수로 하여 금 피해자로부터 금원을 강취할 것을 마음먹게 하였다. 이달수는 그 다음 날인 2011. 11. 1. 09:00경 서울 서초구 서초2동 250에 있는 피해자의 집을 찾아가 1억 원의 변제를 독촉하였으나 피해자가 돈이 없다고 거절하였다. 이달수는 집 안을 들러 보다가 안방 화장대 위에 있던 5，000만 원이 든 봉투를 발견하였다. 피해자가 돈 봉투를 집어 가 슴에 품은 채 지급을 거절하자， 이달수는 미리 가지고 간 위 식칼을 피해자의 목에 들이대어 반항을 억압한 다음 돈 봉투를 빼앗아 가지고 나왔다.
이로써 피고인은 이달수로 하여금 위와 같이 피해자로부터 5，000만 원을 빼앗게 함으로써 특수강도를 교사하였다.

## 참고문헌
- 김봉수. "형법 제334조 제1항 ‘야간주거침입강도죄’의 실행착수 시기." 법학논총 30.1 (2010): 157-175.